# 홀름

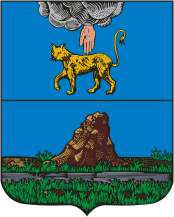
시 문장

홀름(러시아어: Холм)은 러시아 노브고로드주 남부에 위치한 도시로, 인구는 4,325명(2002년 기준)이다. 로바티강과 쿠냐 강이 합류하는 지점과 접하며 토로페츠에서 북쪽으로 77km, 스타라야루사에서 남서쪽으로 93km, 벨리키노브고로드(노브고로드 주의 주도)에서 남쪽으로 200km 정도 떨어진 곳에 위치한다.
1144년 "홀름스키포고스트"라는 이름으로 처음 등장했고 중세 시대 때에 홀름스키 공의 지배를 받는 도시가 되었다. 그 후 리투아니아 대공국과 폴란드 왕국, 스웨덴의 공격을 받게 된다. 1777년 군(郡)의 행정 중심지가 되면서 지금과 같은 이름으로 변경된다.